# Economics (livro)
Economics é um influente livro introdutório dos economistas norte-americanos Paul Samuelson e William Nordhaus. Foi publicado em 1948 e já apareceu em dezenove edições diferentes, o mais recente em 2010. Foi o livro mais vendido de economia por muitas décadas e ainda continua a ser popular, vendendo mais de 300 000 exemplares de cada edição, de 1961 até 1976. O livro foi traduzido em quarenta e uma línguas e no total já vendeu mais de quatro milhões de cópias.
Foi escrito inteiramente por Samuelson até à décima segunda edição, em 1985. As edições mais recentes foram revistas por Nordhaus.

## Influência
Samuelson esperava e exigia que o seu manual tivesse uma profunda influência na sociedade ao afirmar: "Não me importo com quem aprova as leis do país — ou elabora os seus tratados mais avançados — desde que eu possa escrever os livros de economia deles". Economics tem sido designado como o "cânone dos manuais", e o desenvolvimento do pensamento económico dominante foi delineado comparando as catorze edições sob a supervisão de Samuelson. Posteriormente a esta citação a obra foi editada mais cinco vezes, num total de dezenove edições, tendo o seu Autor entretanto falecido.
Economics cunhou o termo e popularizou o conceito de "síntese neoclássica", combinando a economia neoclássica e a economia keynesiana e ajudando a torná-la na escola líder da corrente principal (mainstream) da economia nos EUA e, por todo o mundo, na segunda metade do século XX.
Difundiu o conceito de paradoxo da poupança que atribuiu a John Maynard Keynes, embora o próprio Keynes o atribuísse a autores anteriores e versões do conceito datem da antiguidade.
O texto de 1958 introduziu uma "árvore genealógica da economia", que no século XX consistia de somente dois agrupamentos, o "socialismo", listando Marx e Lenine, e a "síntese neoclássica," listando Marshall e Keynes. Esta divisão era o equivalente das economias da guerra fria então existentes, a Soviética comunismo e a americana capitalismo. Tal permitiu uma visão simplificada das escolas de pensamento económico em disputa, englobando escolas que se consideravam distintas, e hoje muitos, dentro e fora da economia, comparam a "economia" com a "economia neoclássica", seguindo Samuelson.
Edições posteriores deram uma cobertura alargada a outras escolas, como a escola austríaca, a  economia institucionalista e a economia marxista.

## Recepção
Economics foi o segundo manual keynesiano nos EUA, seguindo o The Elements of Economics, de 1947, de Lorie Tarshis. Tal como a obra de Tarshis, o Economics foi atacado pelo conservadorismo nos EUA (como parte do macartismo), as universidades que o adoptaram estavam sujeitas a "pressão financeira conservadora" e Samuelson foi acusado de ser comunista. Não obstante, Economics teve grande sucesso e continuou a ser amplamente adoptado. O sucesso da obra de Samuelson, em comparação com a de Tarshis, que foi objecto de ataques mais "virulentos", é atribuído a vários factores, nomeadamente ao estilo desapaixonado e científico de Samuelson, em contraste com o estilo mais comprometido de Tarshis, seguindo posteriormente os manuais o estilo de Samuelson.
As acusações pelos conservadores de simpatias comunistas pelo Economics continuaram até à década de 1980.

## Edição em português
- Economia (16ª Edição - 1999); Autores: Paul SAMUELSON e William NORDHAUS, Tradução e revisão técnica: Elsa Fontainha e Jorge Pires Gomes; Editor: McGraw-Hill, ISBN 972-8298-83-8; Número de Páginas: 779.[9]
- Economia (19ª Edição - 2011); Autores: Paul SAMUELSON e William NORDHAUS, Tradução e revisão técnica: Elsa Fontainha e Jorge Pires Gomes; Editor: McGraw-Hill, ISBN 9789899717237; Número de Páginas: 736